# Från berg till berg, från dal till dal
Från berg till berg, från dal till dal är en psalm med text skriven på 1880-talet av H W Clark och musik skriven före 1890 av William J. Kirkpatrick. Texten översattes till svenska 1890 av John Ongman och bearbetades 1985 av Kerstin Lundin.

## Publicerad i
- Psalmer och Sånger 1987 som nr 642 under rubriken "Att leva av tro - Glädje - tacksamhet".[1]